# Pawłówek (Ostrów Wielkopolski)
Pour les articles homonymes, voir Pawłówek.
Pawłówek est une localité polonaise de la gmina mixte de Nowe Skalmierzyce, située dans le powiat d'Ostrów Wielkopolski en voïvodie de Grande-Pologne. Elle se trouve à environ 20 kilomètres à l'est de la ville d'Ostrów Wielkopolski et 106 km au sud-est de Poznań, la capitale régionale. 

## Géographie

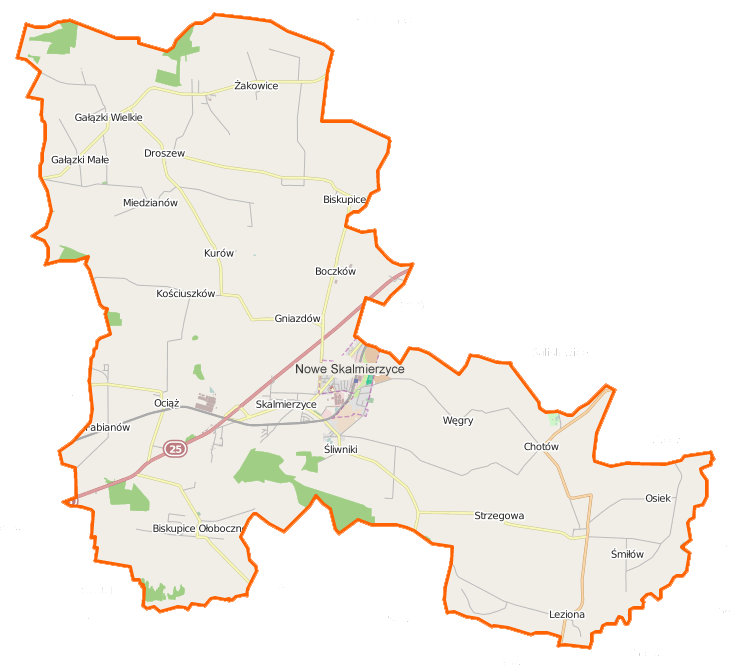
Carte de la gmina de Nowe Skalmierzyce.